# Vácduka
Vácduka é um município da Hungria, situado no condado de Peste. Tem 8,4 km² de área e sua população em 2015 foi estimada em 1.578 habitantes.